# エディット・ピアフ
エディット・ピアフ（Édith Piaf, 1915年12月19日 - 1963年10月10日）は、フランスのシャンソン歌手である。
ピアフは、フランスで最も愛されている歌手の一人だった。彼女の音楽には、傷心的な声を伴った痛切なバラードが含まれ、その生涯を反映しているものが広く知られているが、実は、芝居仕立ての歌や軽快な曲なども歌っており、レパートリーは幅広かった。

## 生涯
ピアフの有名な曲としては「ばら色の人生 La vie en rose」（1946年）、「愛の讃歌 Hymne à l'amour」 （1950年）などがあげられる。数々の伝記が書かれているにもかかわらず、エディット・ピアフの生涯の多くの事実と出来事は謎に包まれている。彼女はエディット・ジョヴァンナ・ガション（Édith Giovanna Gassion）としてパリ20区の貧しい地区ベルヴィル (Belleville) に生まれた。
ピアフはベルヴィル街72の路上で生まれたという伝説があるが、出生証明書によればベルヴィルのトゥノン病院（fr）で誕生したというのが事実である。エディットという名はドイツ軍に処刑されたイギリス人看護婦イーディス・キャヴェル (Edith Cavell) にちなんでいる（キャヴェルが処刑されたのはこの年の10月でパリでも大きな話題となっていた）。ちなみにパリジャンの俗語で雀を意味するピアフが彼女のニックネームになるのは20年後のことである。
母親のアンネッタ・ジョヴァンナ・メラール（Annetta Giovanna Maillard, 1898年 - 1945年）はイタリア系であり、出産当時17歳であった。彼女はリヴォルノの出身でリーヌ・マルサ (Line Marsa) の芸名のもとカフェのシンガーとして働いていた。エディットのミドルネーム「ジョヴァンナ」は母親からのものであった。父親のルイ＝アルフォンス・ガション（Louis-Alphonse Gassion, 1881年 - 1944年）は、アルジェリア人の血を引き過去に劇場で演技をしたこともある大道芸人であった。両親は貧しく幼いエディットを養う経済的な余裕がなかったため、まもなく母方の祖母の元に短期間預けられた。しかし彼女はエディットを忌み嫌い育児そのものを拒否したため、ほどなく父親はエディットを、ノルマンディーで売春宿を営んでいた自らの母親の元に連れて行った。その後、彼は1916年にフランス軍に入隊する。こうしてエディットは、早い時期から娼婦やさまざまな売春宿への訪問者と接触をもち、このような状況は彼女の人格と人生観に強いインパクトを与えた。
3歳から7歳にかけて彼女は角膜炎で目が見えなかった。ピアフの伝説の一部として、祖母の元で働く娼婦がリジューのテレーズへ巡礼を行った後にエディットの視力が回復したというものがある。1929年になるとエディットは大道芸をする父と行動を共にする。その後1930年には父に反発してグラン・トテル・ドゥ・クレルモン(Grand Hôtel de Clermont)に一室を取り、父と別れてパリ郊外でのストリート・シンガーとして自身の道を歩むようになる（「Elle fréquentait la Rue Pigalle」を参照）。彼女は16歳で御用聞きの少年、ルイ・デュポンと恋に落ちまもなく子供を産んでいる。生まれた女の赤ん坊はマルセルと命名されたが、2年後に小児性髄膜炎でこの世を去った。

### 歌手活動：第二次大戦期まで
1935年にエディットはナイトクラブのオーナー、ルイ・ルプレー(Louis Leplée)によって見出され、彼の店で歌を歌うようになる。そのナイトクラブは上流、下流両階層の客達が出入りしていた。ルプレーは、人前に出ることに対して非常に臆病な彼女に店への出演を説得した。エディットの身長は142cmにすぎず、その小柄な体からルプレーは彼女に、後の芸名となる「小さなスズメ」(La Môme Piaf)の愛称を与えた。彼女の最初のレコードはこの翌年に録音された。同年、ピアフの父代わりでありいわばメンターでもあったルプレーは殺害され、ピアフはその共犯者であると告発されるが、無罪とされた。
1940年にはジャン・コクトーが彼女のために脚本『Le Bel Indifférent』を執筆する。ピアフはまた、俳優のモーリス・シュバリエや詩人のジャック・ボーガットのような有名人と知己となる。彼女は自らの歌の多くの歌詞を書き、作曲家達と協力した。
ピアフの代表曲「ばら色の人生」（この曲は1998年のグラミー賞名誉賞を受賞している。）は第二次世界大戦のドイツ占領下に書かれた。この時期彼女は大変な成功を収め、大きな人気を得る。ワン・ツークラブでドイツ軍高官のために歌を歌うことでピアフはフランス兵捕虜との写真をとる権利を得る。それは表面的には士気を高めるためのものとして行われたが、捕虜達は彼女と共に撮った写真から自らの写った部分を切り取って、脱走計画に使用する偽造文書に貼り付けた。今日、ピアフのレジスタンス運動への貢献はよく知られており、多くの人々が彼女によって救われた。

### 歌手活動：第二次大戦後
戦後、ピアフは世界的な人気を得、ヨーロッパとアメリカ合衆国、南アメリカで公演旅行を行った。ピアフのアメリカでの人気は『エド・サリヴァン・ショー』へ8度も出演するほどのものであった。1947年10月のアメリカ初公演では大女優で歌手でもあるマレーネ・ディートリヒとも知友を結び、以後2人は生涯にわたる親友となった。この初公演の際にプロボクサーのマルセル・セルダンとも出会う。フランス語を話せたディートリヒは、ピアフの「ばら色の人生」を自らの持ち歌に加えて歌っている。
彼女はシャルル・アズナヴールのデビューを手助けし、自らのフランス、アメリカでの公演旅行に同伴させた。アズナブールの他にも、イヴ・モンタン、ジルベール・ベコー、ジョルジュ・ムスタキなどピアフに才能を見出された歌手は多い。ピアフの生涯の大恋愛はプロボクサーのマルセル・セルダンとの恋愛だったが、セルダンは1949年10月28日にエールフランスロッキード コンステレーション墜落事故にて死亡している。
1950年「愛の讃歌」発売。1951年にピアフは自動車事故に遭い、その後深刻なモルヒネ中毒に苦しんだ。
ピアフは2度結婚しており、最初の夫は歌手のジャック・パル(Jacques Pills)であった。2人は1952年に結婚し、1956年に離婚した。2人目の夫はヘアドレッサーから歌手、俳優へ転身したテオファニス・ランボウカス（Theophanis Lamboukas,「テオ・サラポ」の名で知られる）であった。サラポはピアフよりも20歳も若かったが、ピアフの大ファンであったことが昂じて交際するようになり、2人はディートリヒの介添えのもと1962年に結婚した。夫であるサラポは妻ピアフの死後、妻の残した多額の借金を独力ですべて返済した。
パリの「オランピア劇場」はピアフが名声を得た場所であり、またピアフが病死する数ヶ月前に、衰弱してようやく立てるという体調でコンサートを開いた場所でもある。1963年、ピアフは最後の曲「ベルリンの男 L'homme de Berlin」を録音している。

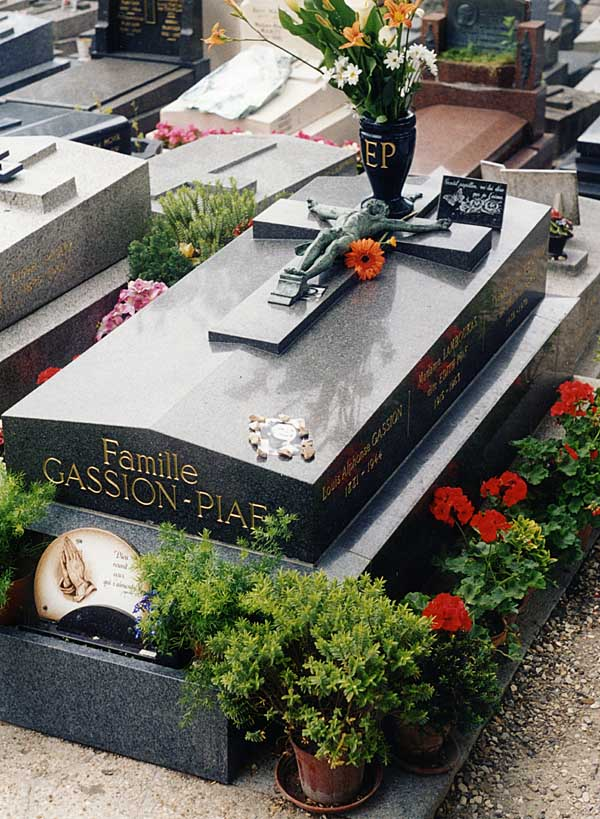
エディット・ピアフの墓（パリ市）

47歳になってまもなくの1963年10月10日、ピアフはリヴィエラで癌により死去する。
死はその翌日に公表されたが、同日に友人のジャン・コクトーが死去した。ピアフの死に衝撃を隠せず「何ということだ」と言いながら寝室へ入りそのまま心臓発作で息を引き取ったという。彼女の公式の命日は死が公表された10月11日とされている。遺体はパリのペール・ラシェーズ墓地に埋葬された。彼女のそのライフスタイルゆえに、カトリック教会のパリ大司教は葬儀におけるミサの執行を許さなかったが、葬儀には無数の死を悼む人々が路上に現れ葬列を見送り、パリ中の商店が弔意を表して休業し喪に服した。墓地での葬儀は40,000人以上のファンで混雑した。シャルル・アズナブールは第二次世界大戦後、パリの交通が完全にストップしたのはピアフの葬儀の時だけだったと述懐している。
パリ11区のクレスパン・ドゥ・ガスト通り(Rue Crespin du Gast)5番地にエディット・ピアフ博物館がある。 
今日、ピアフはフランスで最も偉大な歌手の一人として記憶され、尊敬されている。フランスではいまだに彼女のレコードが売れ続けている。彼女の生涯は悲劇的な私生活と一連の名声、そしてステージ上で轟くような力を備えた声と華奢で小さな姿がコントラストとして現れたものであった。

## 主な作品

### 歌唱曲
- 「アコーディオン弾き」- L'Accordéoniste (1939)
- 「ばら色の人生」 - La Vie en rose (1945)
  - ピアフの持ち歌の中でも最も有名な曲で、各国語で歌詞が付けられ、多数の歌手によって歌われている。
- 「谷間に三つの鐘が鳴る」[2]- Les Trois Cloches (1945)
- 「街に歌が流れてた」[3] - Un refrain courait dans la rue（1946）
- 「小さなマリー」- La p'tite Marie（1950）
- 「愛の讃歌」 - Hymne à l'amour (1950)
  - マルセル・セルダンに捧げられた情熱的な曲で、「ばら色の人生」と並んでピアフの代表作となっている。この歌はJean-Paul Civeyracの映画『Toutes ces belles promesses』の触発となった。
- 「青のシャンソン」- Chanson bleue（1951）
- 「パダム・パダム」 - Padam... Padam... (1951)
- 「あなたに首ったけ」- Je t'ai dans la peau（1952）
- 「かわいそうなジャン」- La goualante du pauvre Jean（1954）
- 「パリの空の下」 - Sous le ciel de Paris (1954)
- 「憐れみ」- Miséricorde（1955）
- 「いつかの二人」 - Les Amants d'un jour (1956)
- 「群衆」 - La Foule (1957)
- 「私の回転木馬」- Mon manège à moi（1958）
- 「エデンブルース」- Éden blues（1958）
- 「ミロール」 - Milord (1959)
- 「水に流して」- Non, je ne regrette rien（1960）
- 「私の神様」- Mon Dieu（1960）
- 「恋は何のために」- À quoi ça serf l'amour（1962）共唱テオサラポ
- 「愛する権利」- Le droit d'aimer（1962）
- 「ベルリンの男」- L'homme de Berlin（1963）

### 映画
- ラ・ガルソーヌ La garçonne (1936年), Jean de Limur
- モンマルトル・スル・セーヌ Montmartre-sur-Seine (1941年), Georges Lacombe
- 光なき星 Etoile sans lumière (1946年), Marcel Blistène
- エディット・ピアフの 9人の少年・心はひとつ 9 garçons..... ....un cœur! (1949年), Georges Freedland
- アル・ディアボロ・ラ・セレブリタ Al diavolo la celebrità (1949年), Mario Monicelli, Steno
- パリ・シャント・トゥジュール Paris chante toujours (1951年), Pierre Montazel
- パリは踊る Boum sur Paris (1953年), Maurice de Canonge
- ヴェルサイユ語りなば Si Versailles m'était conté (1954年), Sacha Guitry
- フレンチ・カンカン French Cancan (1954) - キネマ旬報ベスト・テン 第7位

## ピアフを題材とした作品

### 伝記映画
- 愛の讃歌 エディット・ピアフの生涯 Piaf: The Early Years (1974年), Guy Casaril
- 恋に生きた女ピアフ Edith et Marcel (1983年), Claude Lelouch
- エディット・ピアフ〜愛の讃歌〜 La môme (2007年), Olivier Dahan

### 舞台
- ピアフ (舞台) - 初演は2011年。主演：大竹しのぶ、演出：栗山民也。[4]